# Mellow (Zauberkünstler)
Mellow (* 21. Dezember 1992 in Unna als Marco Weissenberg) ist ein deutscher Zauberkünstler, Entertainer und Produzent für Liveshows und Medienproduktion.

## Leben

### Ausbildung und Werdegang
Mellow begann im Alter von sieben Jahren mit dem Zaubern, nachdem er einen Zauberkasten geschenkt bekommen hatte. Mit seinem Vater, einem gelernten Tischler, baute er eigene Kunststücke und veranstaltete kleine Zaubershows im Garten der Eltern. 2010 gewann er den Wettbewerb „Was uns antreibt“ des Bundesverbands der Deutschen Volksbanken und Raiffeisenbanken und erhielt daraufhin erste Einblicke in die Showbranche, z. B. ein Coaching in der Comedy Academy Köln und Treffen mit Künstlern wie Sascha Grammel und Simon Pierro. Ein Jahr lang wurde Mellow dabei dokumentarisch von einem Kamerateam begleitet. Seit 2011 wirkt er als freiberuflicher Zauberkünstler, seit 2016 hauptberuflich.
Nach seiner Ausbildung zum Grafikdesigner begann Mellow im Jahr 2013 ein Studium im Fach „Film & Sound“ an der FH Dortmund. Zeitgleich gründete er eine Produktionsfirma für Live-Entertainment und Medienproduktion. Mit dieser realisierte er als Produzent Projekte für TV-Sender, Medienverlage, Tourneeshows und Freizeitparks. Zusammen mit seinem Kreativ-Team entwickelte Mellow die Tourshows von der ersten Idee, über den Bau von Illusionen, bis hin zu Grafiken und Videocontent. Im Jahr 2020 gründete er zusammen mit zwei weiteren Medienschaffenden die Agentur black neon entertainment.
Mellow lebt in seiner Heimatstadt Unna und arbeitet dort in seiner eigenen Werkstatt, dem „MagicLab“.

### Wirken als Zauberkünstler
Mellow ist deutschlandweit auf Tour. Neben seinen Shows „Wunderkind Live!“ und „Blow Your Mind!“ war er auch Teil von „Die Magier“, einer Magie-Ensembleshow im deutschsprachigen Raum, und „Wunder Hoch 3!“. Hierfür entwickelte er eigene Illusionen und war in über 150 Shows zu sehen.
Als Gast trat er in Fernsehformaten wie zum Beispiel in der amerikanischen Sendung Penn & Teller: Fool Us oder der rumänischen TV-Show iUmor auf. Im Deutschen Fernsehen besuchte ihn Comedian Torsten Sträter für die ARD-Sendung Sträter, er zauberte bei Hier und heute im WDR, bei KiKA LiVE und drehte eine Doku für ARD:One.
Seit 2020 ist Mellow das Markengesicht für die MAGIC-Zauberkästen des Kosmos-Verlags. Gemeinsam mit dem Verlag entwickelte er 2024 seinen eigenen Zauberkasten und brachte „MAGIC to go“ auf den Spielwarenmarkt.
Mit einem Trick aus seiner Meisterschaftsnummer gewann Mellow 2021 den „Creative Magicians Contest“, den die Canadian Association of Magicians zusammen mit dem Händler für Zaubertricks Murphy's Magic Supplies veranstaltet. Seitdem wurden seine Illusionen tausendfach produziert und für Zaubernde weltweit verfügbar gemacht, wobei er Produktion, Design und Marketing selbst verantwortet.

## Liveshows
- 2017–2018: Die Magier[13]
- 2018–2021: Solo-Tourshow Wunderkind Live!
- seit 2020: magicathome onlinefestival[14][15] (5 digitale Shows mit über 30 Künstlern)
- 2019–2022: Die Magier 3.0[16][17]
- seit 2021: Solo-Tourshow Blow Your Mind![18]
- seit 2022: Wunder Hoch 3![19] mit Magic Maxl und Till Frömmel
- 2022–2024: Secret Magic Club (Fort Fun Abenteuerland)[20][21]

## Auszeichnungen
- 2016: 3. Platz – Vorentscheidungen zur Deutschen Meisterschaft der Zauberkunst (Parlor-Magic)[22]
- 2017: 2. Platz – Deutscher Vizemeister der Zauberkunst (Parlor-Magic)[23]
- 2019: 1. Platz – Vorentscheidungen zur Deutschen Meisterschaft der Zauberkunst (Parlor-Magic)[24]
- 2019: 2. Platz – Vorentscheidungen zur Deutschen Meisterschaft der Zauberkunst (Comedy-Magic)[25]
- 2019: 2. Platz – Vorentscheidungen zur Deutschen Meisterschaft der Zauberkunst (Mentalmagie)[25]
- 2021: Winner „Creative Magicians Contest“ – Canadian Association of Magicians and Murphy’s Magic Supplies, Inc[26]
- 2022: 1. Platz – Österreichische Meisterschaften der Zauberkunst (Close-Up)[27]
- 2022: 2. Platz – Österreichische Meisterschaften der Zauberkunst (Stage Magic)[27]
- 2022: 1. Platz – Deutscher Meister Deutsche Meisterschaften der Zauberkunst (Parlor-Magic)[28]
- 2022: 2. Platz – Deutscher Vizemeister Deutsche Meisterschaften der Zauberkunst (Comedy-Magic)[29]
- 2022: 3. Platz – Deutsche Meisterschaft der Zauberkunst (Mental-Magie)[29]
- 2023: 1. Platz – Vorentscheidungen zur Deutschen Meisterschaft der Zauberkunst (Parlor-Magic)[30]
- 2023: 2. Platz – Vorentscheidungen zur Deutschen Meisterschaft der Zauberkunst (Allgemeine Magie)[30]
- 2024: Publikumspreis Spezialist 2024 – Hannover[31]
- 2024: 3. Platz – Deutsche Meisterschaft der Zauberkunst (Parlor-Magic)[32]
- 2024: 2. Platz – Deutscher Vizemeister Deutsche Meisterschaften der Zauberkunst (Allgemeine Magie)[32]
- 2024: 1. Platz und Publikumspreis – Österreichische Meisterschaften der Zauberkunst (Stage Magic)[33]